# Giovanni Maria Lanfranco
Giovanni Maria Lanfranco   (Terenzo, c. 1490 (Gregorià) - Parma, 1545 (Gregorià)) va ser un organista italià i teòric de la música del Renaixement.
Canonge de la Catedral de Brescia i fins a 1536 mestre de capella de Brescia, a partir de 1540 a 1545 mestre de capella a Parma a l'església de Santa Maria della Steccata. En 1533 publica Scintille o sia regole di musica, un llibre molt rar avui dia, el qual conté abundant informació sobre la pràctica musical del Renaixement, i la primera descripció de l'afinació temperada el llaüt.